# 代维莱
代维莱（法語：Deyvillers，法語發音：[devile] ⓘ）是法国大東部大區孚日省的一个市镇，位于该省中部，省会埃皮纳勒市区西北，属于埃皮纳勒区和埃皮纳勒城市圈公共社区。
普法战争结束至第一次世界大战期间，代维莱境内兴建了大型防御工事。

## 地理
代维莱（48°12'6"N, 6°30'48"E）面积8.77 平方千米，位于法国大東部大區孚日省，该省份为法国东北部内陆省份，北起默兹省和默尔特-摩泽尔省，西接上马恩省，南至上索恩省和贝尔福地区省，东临上莱茵省和下莱茵省。
与代维莱接壤的市镇（或旧市镇、城区）包括：热塞、隆尚、艾杜瓦勒、埃皮纳勒。
代维莱的时区为UTC+01:00、UTC+02:00（夏令时）。

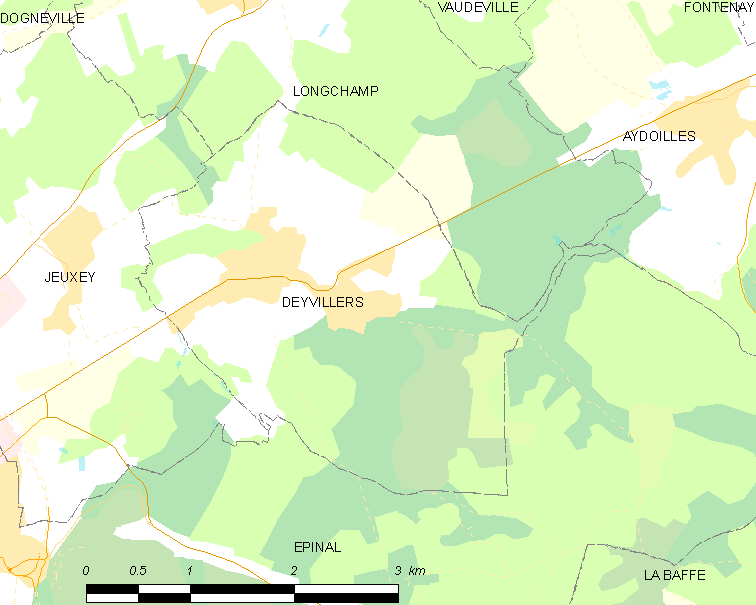
代维莱的OSM定位图

## 行政
代维莱的邮政编码为88000，INSEE市镇编码为88132。

## 政治
代维莱所属的省级选区为埃皮纳勒第二县。

## 人口

1962-2008年间代维莱人口变化图示

代维莱于2022年1月1日时的人口数量为1350人。